# Źródło w Dolinie Mnikowskiej

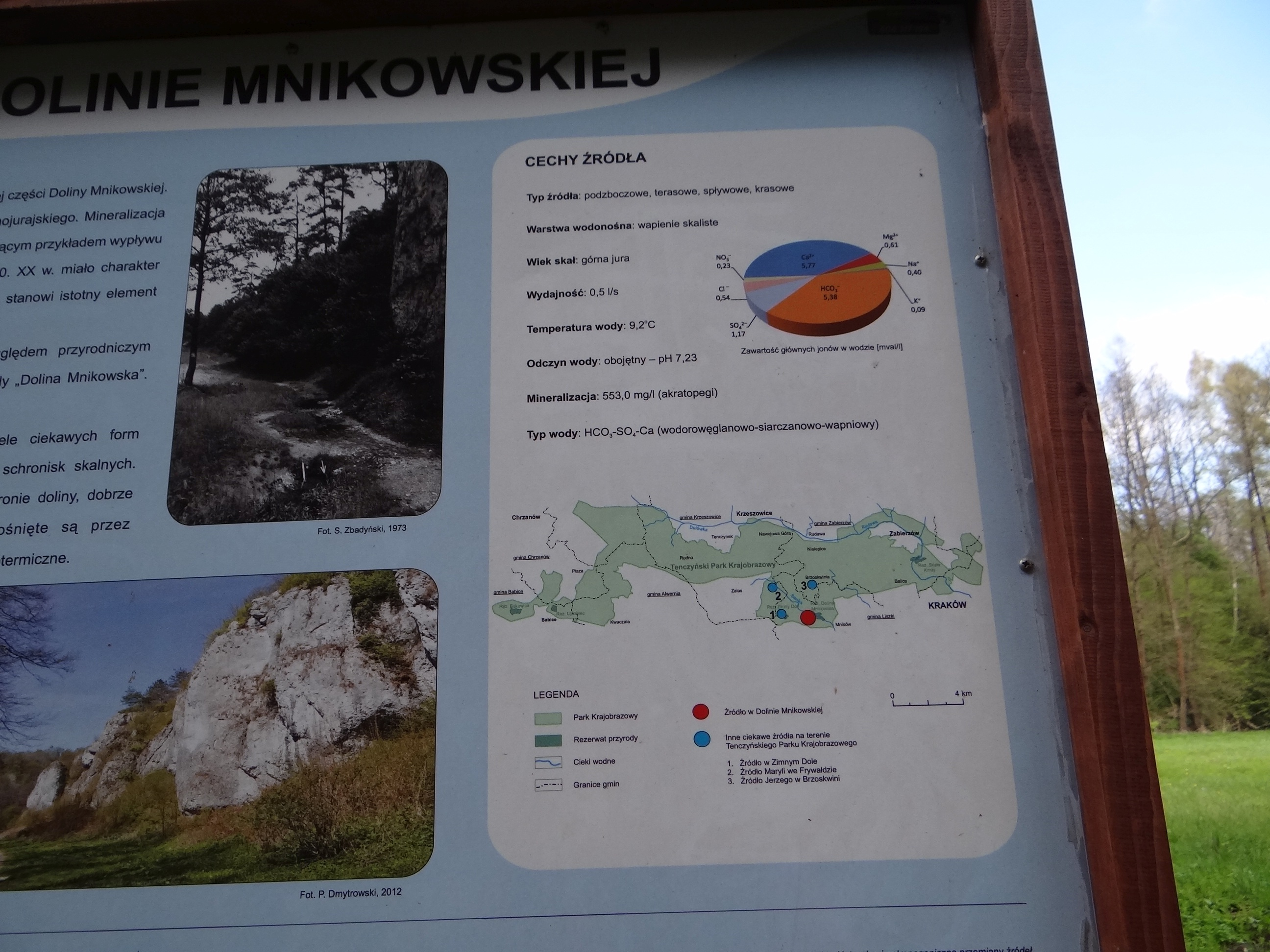
Tablica przy źródle

Źródło w Dolinie Mnikowskiej – źródło w rezerwacie przyrody Dolina Mnikowska na Wyżynie Krakowsko-Częstochowskiej. Znajduje się w górnej części tego rezerwatu, tuż przy ścieżce szlaku turystycznego wiodącego dnem dolinki. Jest to źródło podzboczowe, terasowe, spływowe, pochodzenia krasowego. Wypływa spod wapiennych skał tworzących orograficznie lewe zbocza dolinki. Wypływająca z niego woda uchodzi do Sanki płynącej dnem dolinki.
Źródło zostało obudowane. Ma wydajność 0,5 l/s i temperaturę 9,2° C. Jego mineralizacja wynosi 553 mg/l. Jest to woda wodorowęglanowo-siarczano-wapniowa o odczynie 7,23 pH.